# Psammotis orientalis
Psammotis orientalis là một loài bướm đêm trong họ Crambidae.